# Salvo Randone

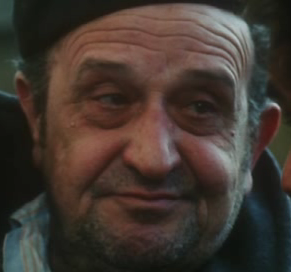
Salvo Randone som Militina i Arbetarklassen kommer till paradiset (1971).

Salvatore "Salvo" Randone, född  25 september 1906 i Syrakusa, Sicilien, död 6 mars 1991 i Rom, var en italiensk skådespelare.
Randone började sin karriär i Annibale Ninchis teatersällskap under 1920-talet i klassiska pjäser av Eugene O'Neill, Henrik Ibsen och Luigi Pirandello. Han förblev länge i första hand en teaterskådespelare som endast framträdde i ett fåtal filmer fram till 1960-talet. Som filmskådespelare fick han sitt genombrott i rollen som en cynisk poliskommissarie i Elio Petris regidebut Misstänkt för mord (1961). Den inledde ett mångårigt samarbete med ett halvdussin filmer av vilka ett par markerar höjdpunkter i Randones karriär som filmskådespelare.
I Petris andra långfilm Ändstation (1962) gjorde Randone en lågmält intensiv tolkning av en medelålders rörmokare som hamnar i en existentiell kris och slutar arbeta efter att ha bevittnat en jämnårig mans död i hjärtinfarkt på väg hem från jobbet. Rollfiguren återkom, fast då som en biroll, i Petris klassiker Undersökning av en medborgare höjd över alla misstankar (1970) där Randone gestaltar skräcken och förvirringen hos en enkel men ärlig arbetare som av ett manipulativt polisbefäl dras in i ett livsfarligt spel som han inte förstår något av. Även i Petris nästa film Arbetarklassen kommer till paradiset (1971) gjorde Randone en uppmärksammad realistisk rolltolkning, denna gång av en pensionerad, såväl fysiskt som mentalt utsliten fabriksarbetare, som instängd på en psykiatrisk vårdinrättning i fullbordad alienation inväntar slutet på ett liv som förlorat sin mening i fabrikens löneslaveri.
För sina rolltolkningar i Misstänkt för mord och Arbetarklassen kommer till paradiset erhöll Randone 1962 och 1972 det prestigefyllda italienska filmpriset Nastro d'argento för bästa biroll.

## Filmografi i urval
- 1956 - Il Bigamo
- 1959 - Vento del Sud
- 1961 - Misstänkt för mord
- 1962 - Ändstation
- 1962 - Bröderna
- 1963 - Il Criminale
- 1964 - Danza macabra
- 1968 - Histoires extraordinaires
- 1969 - Satyricon
- 1970 - Undersökning av en medborgare höjd över alla misstankar
- 1971 - Arbetarklassen kommer till paradiset
- 1971 - Cose di Cosa Nostra
- 1972 - Mio caro assassino
- 1972 – La prima notte di quiete
- 1973 – Egendom är inte längre stöld
- 1974 – Il poliziotto è marcio
- 1977 - In nome del papa re